# Жорж Дельрю
Жорж Дельрю, (фр. Georges Delerue, вимовляється [dɛlʁy]; 12 березня 1925, Рубе, Нор, Франція — 20 березня 1992, Лос-Анджелес, Каліфорнія, США) — французький композитор та музикант, спеціаліст у галузі кіномистецтва.
Автор більше ніж трьохсот музичних фільмів, за що був названий газетою «Ле фігаро» «Моцартом кінотеатрів». У 1980 році отримав премію «Оскар» за найкращу музику до фільму «Маленький роман». Був тричі наголоджений премією «Сесар» за найкращу музику до фільмів: «Приготуйте ваші носовички» у 1979 році, «Кохання, що втекло» у 1980 році та «Останнє метро» у 1981 році.

## Біографія
Жорж Дельрю народився у сім'ї де любили музику. Його батько, що працював на фабриці майстром, любив наспівувати арії Шарля Гуно або Жоржа Бізе, акомпануючи собі на фортепіано. Він часто водив сина до кінотеатрів міста Рубе.
У 1939 році Жорж був учнем професійного училища Тюрго, де здобував фах металурга. Одночасно він також вчився грати на кларнеті, який він успадкував від свого дядька, хоч це його не цікавило. Але через рік, щоб матеріально допомогти своїй сім'ї, він припинив своє навчання і пішов працювати на фабрику, де працював його батько. Однак продовжував грати на кларнеті у місцевому духовому оркестрі. Йому вдалося також переконати батьків дозволити йому після обіду вивчати в консерваторії сольфеджіо. Тут він познайомився з музикою Баха, Моцарта, Бетховена, Шопена та Гріга. Його ідеалом стає Ріхард Штраус. Після падіння з велосипеда та страждаючи від старого сколіозу він був прооперований і пролежав п'ять місяців у гіпсі. Цей випадок визначив долю підлітка, який присвятив своє життя музичному компонуванню. У 1943 році його прийняли до класу гармонії в консерваторії Рубе, яку він блискуче закінчив у 1945 році та склав вступні тести до Паризької консерваторії. Під час навчання заробляв, граючи на фортепіано джаз у паризьких барах.
У 1948 році він випустив свій перший «струнний квартет» і, щоб поліпшити своє фінансове становище, працював як композитор-привид для Жана Маріона.
У 1952 році, уже самостійно, він написав музику для двох відновлених німих фільмів 20-х років — «Солом'яний капелюшок» (1927) і «Двоє сором'язливих» (1928). 1960 року написав музику до фільму «Стріляйте у піаніста», першого з ряду фільмів зроблених разом з режисером французької «нової хвилі» — Франсуа Трюффо. Фільмом «Коханець на п'ять днів» (L'Amant de cinq jours, 1961) Дельрю розпочав співпрацю з французьким кінорежисером Філіпом де Брока, з яким вони створили 16 фільмів.
У 1963 році фільмом «Французький одяг» він розпочинає співпрацю з британськими режисерами. Музика до фільму «Анна на тисячу днів» Чарльза Джерота була номінована на американські кінопремії «Оскар» і «Золотий глобус» у 1969 році.

## Нагороди
- 1979 Премія «Сезар» за найкращу музику до фільму «Приготуйте ваші носовички»
- 1980 Премія «Оскар» за найкращу музику до фільму («Маленький роман»[fr])
- 1980 Премія «Сезар» за найкращу музику до фільму («Кохання, що втекло»)
- 1981 Премія «Сезар» за найкращу музику до фільму «Останнє метро»
- 1988 ASCAP Award for Top Box Office Film «Близнюки»
- 1990 ASCAP Award for Top Box Office Film («Взвод»)
- 1991 Genie Award for Best Original Score («Чорна сукня»[en])
- 1992 Australian Film Institute Award for Best Original Music Score («Чорна сукня»[en])

## Музика до фільмів
Джордж Делрю написав музику для 348 фільмів.
- 1952 Солом'яний капелюшок / (Un chapeau de paille d'ltalie)
- 1952 Двоє сором'язливих / (Les Deux Timides)
- 1960 Стріляйте у піаніста / (Tirez sur le Pianiste)
- 1961 Настільки тривала відсутність / (Une aussi longue absence)
- 1961 Коханець на п'ять днів / (L'Amant de cinq jours)
- 1962 Жуль і Джим / (Jules et Jim)
- 1962 Картуш / (Cartouche)
- 1963 Зневага / (Le mepris)
- 1963 Старший Фершо / (L'Aîné des Ferchaux)
- 1963 Португальські канікули / (Vacances portugaises)
- 1964 Сто тисяч доларів на сонці / (Cent mille dollars au soleil)
- 1964 Людина з Ріо / (L' Homme de Rio)
- 1964 Месьє складе вам компанію / (Un monsieur de compagne)
- 1965 Пригоди китайця в Китаї / (Les Tribulations d'un chinois en Chine)
- 1965 Роззява / (Le Corniaud)
- 1967 Старий і хлопчик / (Le Vieil Homme et l'Enfant)
- 1969 Заморожений / (Hibernatus)
- 1969 Анна на тисячу днів / (Anne Of The Thousand Days)
- 1970 Конформіст / (Il conformista)
- 1971 Вершники / (The Horsemen)
- 1972 Така красунечка, як я / (Une belle fille comme moi)
- 1973 День дельфіна / (The Day of the Dolphin)
- 1973 День Шакала / (The Day of the Jackal)
- 1974 Ляпас / (La Gifle)
- 1975 Головне — кохати / (L'important c'est d'aimer)
- 1975 Невиправний / (L'Incorrigible)
- 1979 Майже ідеальний роман / (An Almost Perfect Affair)
- 1979 Приготуйте ваші носовички / (Préparez vos mouchoirs)
- 1981 Під попереднім слідством / (Garde à vue)
- 1981 Останнє метро / (Le Dernier Métro)
- 1981 Сусідка / (La Femme d’à côté)
- 1982 Перехожа з Сан-Сусі / (La passante du Sans-Souci)
- 1983 Сілквуд / (Silkwood)
- 1985 Тріумфальна арка / (Arch of Triumph)
- 1986 Сальвадор / (Salvador)
- 1986 Взвод / (Platoon)
- 1987 Мисливець на дівчат / (The Pick-up Artist)
- 1988 Близнюки / (Twins)
- 1990 Містер Джонсон / (Mister Johnson)
- 1990 жо проти вулкана / (Joe Versus The Volcano)
- 1991 Кучерявка Сью / (Curly Sue)
- 1991 («Чорна сукня»[en]) / (Black Robe)
- 1992 Дьєнб'єнфу / (Diên Biên Phú)
- 1992 Чоловічі клопоти / (Man Trouble)
- 2008 Зараз вибухну / (Voy a explotar)